# Hypnodontopsis
Hypnodontopsis là một chi rêu trong họ Rhachitheciaceae.